# Cynda Williams
Cynda Williams (* 17. Mai 1966 in Chicago, Illinois) ist eine US-amerikanische Schauspielerin.

## Leben und Karriere
Williams schloss ein Studium an der Ball State University ab. Sie debütierte an der Seite von Denzel Washington im Musikdrama Mo' Better Blues von Spike Lee aus dem Jahr 1990. Im Thriller One False Move (1992) spielte sie neben Bill Paxton und Billy Bob Thornton eine der Hauptrollen. Für diese Rolle wurde sie im Jahr 1993 für den Independent Spirit Award nominiert.
Im Fernsehdrama The Wedding (1998) spielte Williams an der Seite von Halle Berry eine der größeren Rollen. Im Fernsehdrama Rising Star (1999) verkörperte sie eine Schwester von Dorothy Dandridge (Halle Berry). In der Komödie Tru Loved (2008) spielten sie und Alexandra Paul zwei Frauen, die in einer lesbischen Beziehung leben und gemeinsam Tru (Najarra Townsend) erziehen.
Williams war in den Jahren 1990 bis 1992 mit Billy Bob Thornton verheiratet; in den Jahren 1993 bis 1998 war sie mit dem Schauspieler Arthur Louis Fuller verheiratet. Im Jahr 2001 heiratete sie den Filmproduzenten Roderick Plummer, von dem sie ein Kind hat.

## Filmografie (Auswahl)
- 1990: Mo’ Better Blues
- 1992: One False Move
- 1993: Stadtgeschichten (Tales of the City, Fernsehserie, vier Episoden)
- 1993: The Killing Box
- 1995: Feucht (Wet) (Kurzfilm)
- 1996: Judge Man – Sein Befehl heißt Mord (The Sweeper)
- 1998: Relax, It’s Just Sex (als Cindy Williams)
- 1998: The Wedding
- 1999: Rising Star (Introducing Dorothy Dandridge)
- 2001: March
- 2001: MacArthur Park
- 2003: With or Without You
- 2004: Shooter (Kurzfilm)
- 2006: When Do We Eat?
- 2008: Tru Loved